# Hygroamblystegium humile
Hygroamblystegium humile là một loài rêu trong họ Amblystegiaceae. Loài này được P. Beauv. Vanderp., Hedenäs & Goffinet mô tả khoa học đầu tiên năm 2003.